# Lophistomus
Lophistomus là một chi bọ cánh cứng trong họ Chrysomelidae.
Chi này được miêu tả khoa học năm 1896 bởi Weise.

## Các loài
Chi này gồm các loài:
- Lophistomus mandibularis (Jacoby, 1901)